# Christusbild

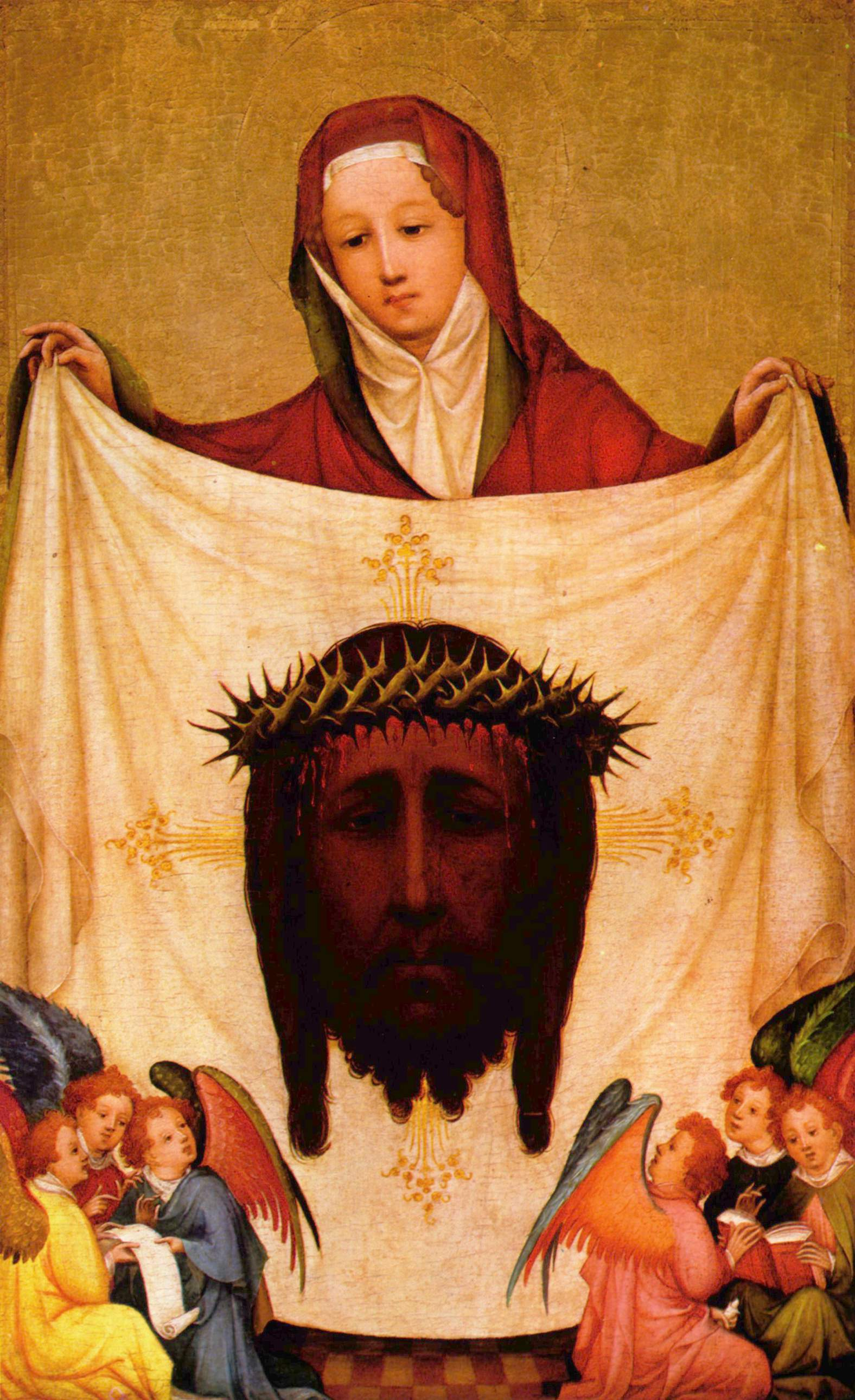
Meister der Hl. Veronika

Als Christusbilder bezeichnet man Darstellungen von Christus durch die bildende Kunst.
Die frühesten Christusbilder fanden sich nach Irenäus bei den Gnostikern, die vorgaben, solche von Pontius Pilatus her nach dem Urbild zu besitzen. Wahrscheinlich war das von Kaiser Severus Alexander in dessen Hauskapelle neben Abraham, Orpheus u. a. aufgestellte Christusbild dieser Art, ebenso das bei Eusebius 7,18 erwähnte.
Sonst bediente man sich nur des Monogramms vom Namen Christus und der Symbole, wie des Fisches, der gezeichnet oder geschrieben (IXTHYS) die Anfangsbuchstaben der Worte Iesus Christus, Gottes Sohn, Heiland enthielt.
Obwohl sich Justin der Märtyrer und Tertullian nach Jes 52,14  Christus hässlich, Origenes aber nach Ps 45  schön vorstellten, blieb es anfangs beim Symbol, wozu dann Szenen des Neuen und Alten Testaments kamen, worin Christus, in römischer Form und Haltung, lehrend, Blinde und Gichtbrüchige heilend, den Lazarus erweckend, jugendlich und ohne Versuch von Porträt dargestellt oder im Isaak, Moses, Jonas, Daniel vorgebildet war. Gemälde und Sarkophage der Katakomben zeigen oft „den guten Hirten“ in der Tracht der Zeit.
Laut Augustinus und Eusebius gab es im 4. Jahrhundert noch keinen bestimmten Typus für Christus. Bald aber weiß die Apokryphenliteratur den auch von Eusebius 1,14 erwähnten Briefwechsel zwischen Christus und König Abgar V. zu Edessa mit einem Christusbild in Verbindung zu bringen. Denn spätere Quellen erzählen von einem wunderbar in ein Tuch eingedrücktem Bildnis Christi, dem Mandylion, das bis ins 10. Jahrhundert in Edessa aufgebewahrt wurde. Das Mandylion ist verwandt mit den Veronikabildern, wo das „Schmerzensangesicht“ auf dem Schweißtuch erscheint. Diese sind nach der Legende gleichfalls wunderbar entstanden und gehören daher der Gattung der Acheiropoieta (nicht von Menschenhand erschaffenen) an.
Danach schildert Johannes von Damaskus im 8. Jahrhundert das Bild Christi, womit der im 11. Jahrhundert bekannt gewordene Bericht des Lentulus und die byzantinischen Christusbilder harmonieren, z. B. die in Ravenna und Rom, welche Christus mit kurzem, gespaltenem Bart, langem, in der Mitte gescheiteltem Haar und edlen Zügen darstellen. Die Christusbilder in den Katakomben des Pontianus und Calixtus stammen aus dieser Zeit.
So bleibt der Typus in den Mosaiken, auf dem Smaragdbildnis, das Papst Innozenz VIII. aus Konstantinopel erhielt, das aber nicht vor dem 15. Jahrhundert gefertigt war, und in Bilderhandschriften, bis Giotto im 13. Jahrhundert ihn veredelt, Fiesole vertieft und Leonardo da Vinci im Abendmahl zu Mailand vollendet.
Seit Giotto und der gleichzeitigen Skulptur an französischen Portalen erscheinen die künstlerische Auffassung und die Betonung der menschlichen Schönheit maßgebend, so dass die Künstler darin ein Ideal der Würde, Heiligkeit und Schönheit zu verkörpern suchten; so etwa Michelangelo, Raffael und Tizian.

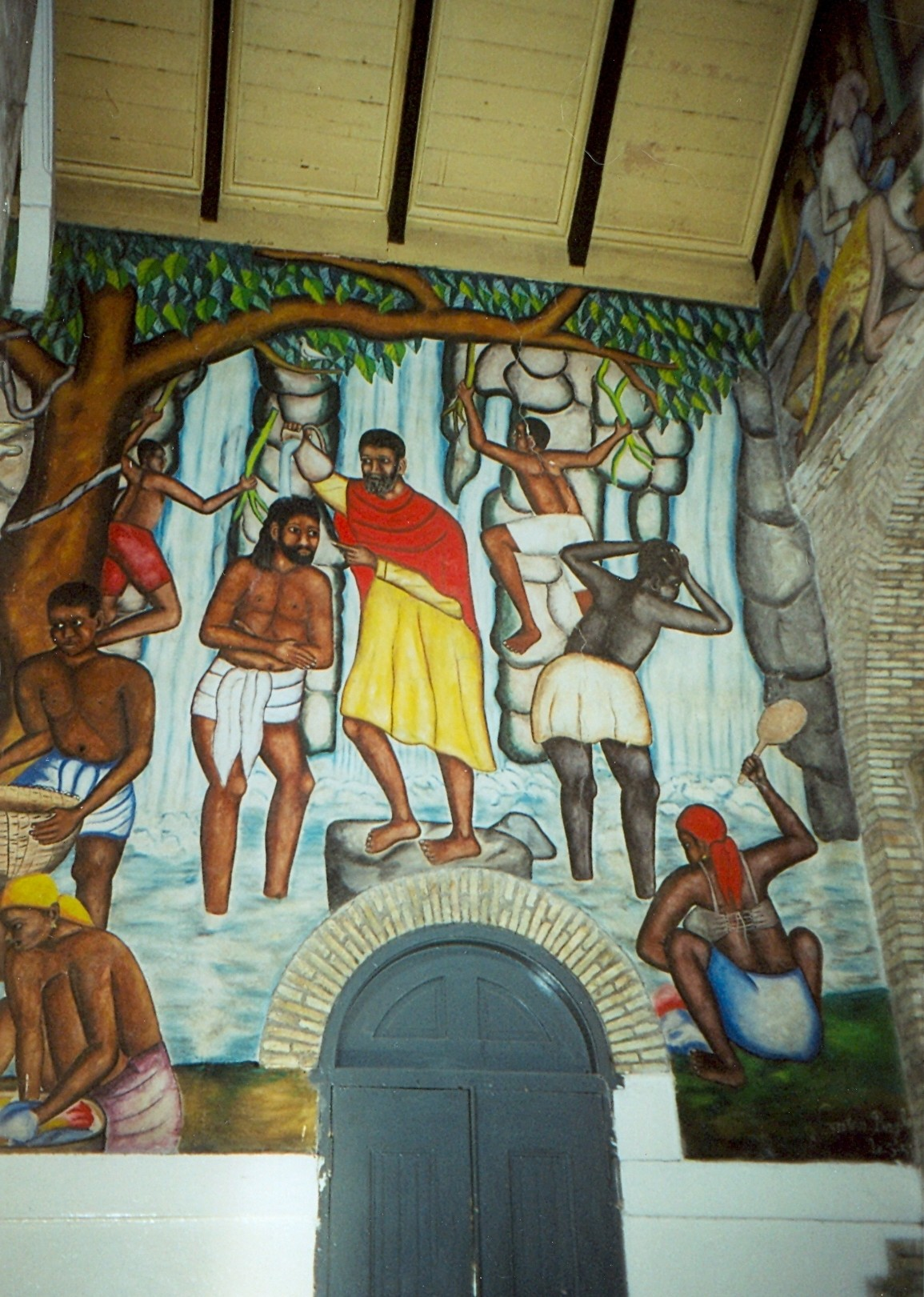
Die Taufe Jesu, Wandmalerei, 20. Jahrhundert, Cathédrale de Sainte Trinité, Port-au-Prince, Haiti

Die bedeutendsten Christusbilder der früheren Malerei sind von van Eyck, Albrecht Dürer und den Genannten, im 19. Jahrhundert von Bertel Thorvaldsen, Peter von Cornelius, Heinrich Maria von Hess, Johann von Schraudolph und Schlotthauer.

## Orthodoxe Kirche
Die orthodoxen Ikonen haben im Wesentlichen sechs Typi des Christusbildes:
- der nicht-von-Menschenhand-gemachte Erlöser, das auf das Mandylion zurückgeht
- der allmächtige Erlöser (Pantokrator)
- der Erlöser auf dem Thron
- der Erlöser inmitten der himmlischen Heerscharen
- der Erlöser Immanuel (der zwölfjährige Jesus im Tempel)
- der schweigende Erlöser (Christus vor der Inkarnation)